# خباب مولى عتبة
خباب مولى عتبة بن غزوان (المتوفي سنة 19 هـ) صحابي بدري، كان هو ومولاه عتبة حُلفاء لبني نوفل بن عبد مناف في الجاهلية. هاجر خبيب وعتبة إلى يثرب، وآخى النبي محمد بينه وبين تميم مولى خراش بن الصمة. شارك خباب مع النبي محمد في غزواته كلها. توفي خباب سنة 19 هـ في المدينة المنورة، وعمره 50 سنة، وصلى عليه الخليفة عمر بن الخطاب.